# Церковь Богоявления Господня в Брыкове

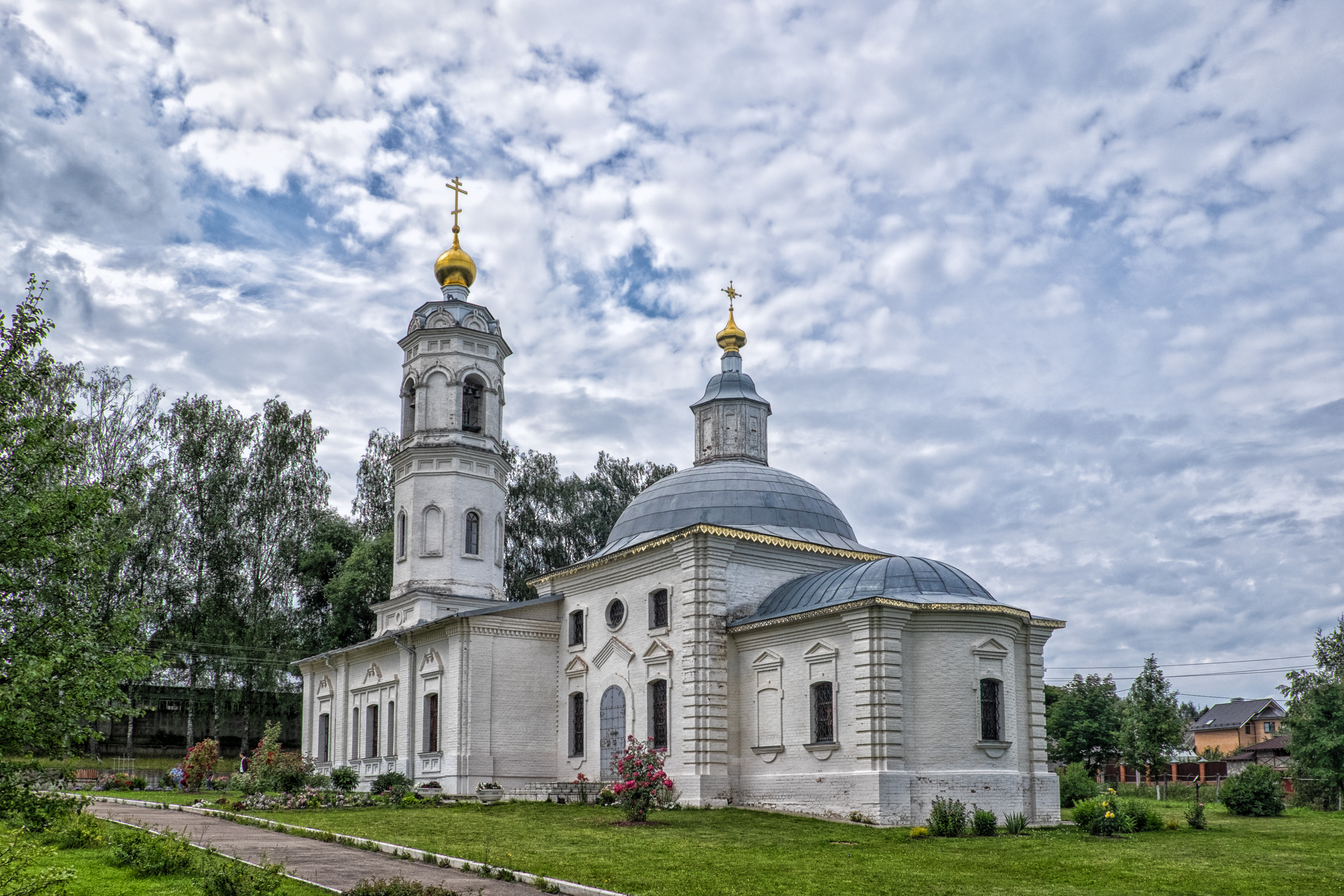

Церковь Богоявления Господня в Брыкове — приходской храм Истринского благочиния Одинцовской епархии Русской православной церкви, расположенный в посёлке Красном Истринского района Московской области.
Первая церковь, на месте нынешней, была построена в 1697 году (недоступная ссылка).
В 1762—1770 годах владельцами усадьбы Брыково Квашниными-Самариными построено современное здание (по другим данным — в 1752—1754 годах). В 1876 году к церкви была пристроена трапезная с Ильинским и Никольским приделами, в 1877 году — четырёхъярусная колокольня.
Была закрыта в начале 1930-х годов и использовалась под машинно-тракторные мастерские и кузницу, пострадала в годы войны. В 1970-х годах была разрушена крыша и завершения, проломлены и обрушены своды трапезной, в 1989 году проведены консервационные работы, в 1996 году здание возвращено Русской православной церкви.
Из документов известно, что на кладбище при церкви были захоронены родственники Елизаветы Квашниной-Самариной (например, Д. И. Воронцова и О. И. Трубецкая), но их могилы утеряны.